# Pseudolimnophila (Pseudolimnophila) palmeri
Pseudolimnophila (Pseudolimnophila) palmeri is een tweevleugelige uit de familie steltmuggen (Limoniidae). De soort komt voor in het Oriëntaals gebied.